# Alcoa Premiere
Alcoa Premiere foi uma série de televisão estadunidense antológica de drama com 33 episódios, exibida na ABC entre 10 de outubro de 1961 e 21 de julho de 1963. O diretor britânico Alfred Hitchcock dirigiu o episódio The Jail.